# (9119) Georgpeuerbach
(9119) Georgpeuerbach (1998 DT) – planetoida z pasa głównego asteroid okrążająca Słońce w ciągu 5,33 lat w średniej odległości 3,05 j.a. Odkryta 18 lutego 1998 roku.